# 캐스페이스 3
캐스페이스 3(영어: caspase 3, CASP3)는 캐스페이스 8과 캐스페이스 9와 상호작용하는 캐스페이스이다. CASP3 유전자에 의해 암호화된다. CASP3의 상동성은 완전한 게놈 데이터를 사용할 수 있는 수많은 포유류에서 확인되었다. 고유한 상동성은 새, 도마뱀아목, 진양서류, 진골어류에도 존재한다.
캐스페이스 3는 시스테인-아스파르트산 단백질 분해 효소 (캐스페이스) 계열의 구성원이다. 캐스페이스의 순차적 활성화는 세포자살의 실행 단계에서 중심적인 역할을 한다. 캐스페이스는 활성 효소를 형성하기 위해 이합체화되는 크고 작은 두 개의 서브 유닛을 생성하기 위해 보존된 아스파르트산 잔기에서 단백질 분해 처리를 겪는 비활성 지모겐으로 존재한다. 이 단백질은 캐스페이스 6와 캐스페이스 7을 절단하고 활성화한다. 그리고 단백질 자체는 캐스페이스 8, 캐스페이스 9, 캐스페이스 10에 의해 처리되고 활성화된다. 그것은 알츠하이머병의 신경 세포 사멸과 관련된 아밀로이드 베타 4A 전구체 단백질의 절단에 관여하는 카스페이스이다. 이 유전자의 선택적 스플라이싱은 동일한 단백질을 암호화하는 두 개의 전사 변이체를 생성한다.
|  |  |

캐스페이스 3는 현재 알려진 모든 캐스페이스에 공통적인 많은 전형적인 특성을 공유한다. 예를 들어, 활성 부위에는 시스테인 잔기(Cys-163)와 히스티딘 잔기(His-121)가 포함되어 있어 단백질 서열의 펩타이드 결합 절단을 아스파르트산의 C 말단측으로 안정화한다. 이 특이성으로 인해 캐스페이스는 글루탐산보다 아스파르트산을 20,000배 더 선호하여 매우 선택적이다. 세포 내 캐스페이스의 주요 특징은 생화학적 변화가 활성화될 때까지 비활성인 프로캐스페이스라고 하는 지모겐으로 존재한다는 것이다. 각 프로캐스페이스는 약 20 kDa의 N 말단 대형 서브 유닛과 각각 p20 및 p10이라고 하는 약 10 kDa의 더 작은 서브 유닛을 가지고 있다.

## 기질 특이성
정상적인 상황에서 캐스페이스는 기질의 테트라 펩타이드 서열을 인식하고 아스파르트산 잔기 후에 펩타이드 결합을 가수분해한다. 캐스페이스 3와 캐스페이스 7은 테트라 펩타이드 모티프인 Asp-xx-Asp를 인식하여 유사한 기질 특이성을 공유한다. C 말단 Asp는 절대적으로 필요하지만 다른 세 위치의 변형은 허용될 수 있다. 캐스페이스 기질 특이성은 캐스페이스 기반 억제제 및 약물 설계에 널리 사용되었다.

## 구조
캐스페이스 3(CPP32/Yama/apopain이라고도 함)은 17 kDa 및 12 kDa 소단위로 절단되는 32 kDa 지모겐에서 형성된다. 프로캐스페이스가 특정 잔기에서 절단되면 활성 헤테로 테트라머는 소수성 상호작용에 의해 형성될 수 있으며, 이는 p17의 4개의 역평행 베타 병풍과 p12의 2개의 베타 병풍이 결합하여 이종이량체를 만들고, 이는 다시 다른 이종이량체와 상호작용한다. 캐스페이스에 고유한 알파 나선으로 둘러싸인 완전한 12가닥 베타 병풍 구조를 형성한다.

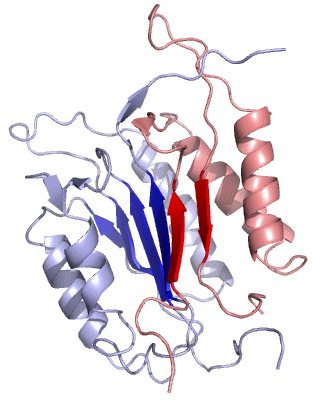
캐스페이스 3의 p12(분홍색) 및 p17(하늘색) 서브 유닛은 각각 빨간색과 파란색의 베타 병풍 구조를 가지고 있다.

## 메커니즘
캐스페이스 3의 촉매 부위는 Cys-163의 티올 그룹과 His-121의 이미다졸 고리를 포함한다. His-121은 핵심 아스파르트산 잔기의 카보닐기를 안정화시키는 반면, Cys-163은 궁극적으로 펩타이드 결합을 절단하기 위해 공격한다. Cys-163과 Gly-238은 수소 결합을 통해 기질-효소 복합체의 사면체 전이 상태를 안정화시키는 기능도 한다. 생체 외에서 캐스페이스 3은 두 번째 아스파르트산 잔기(D와 G 사이)의 카르복시 측에서 절단이 발생하는 펩타이드 서열 DEVDG(Asp-Glu-Val-Asp-Gly)를 선호하는 것으로 밝혀졌다. 캐스페이스 3는 다른 많은 실행자 캐스페이스보다 약간 더 높은(더 염기성인) 넓은 pH 범위에서 활성을 띤다. 이 넓은 범위는 캐스페이스 3가 정상 및 세포 사멸 세포 조건에서 완전히 활성화됨을 나타낸다.

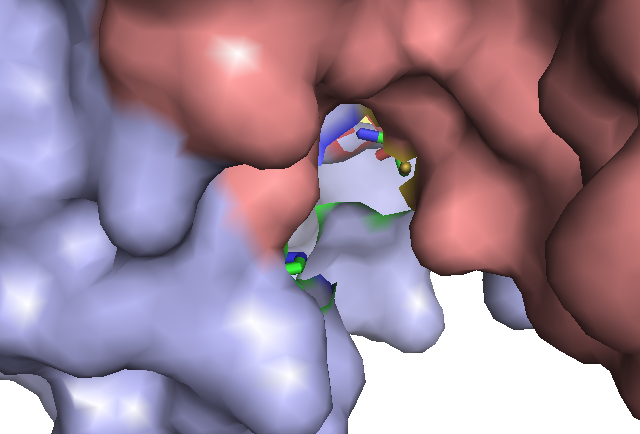
캐스페이스 3의 활성 부위에 있는 Cys-285(노란색) 및 His-237(녹색 및 진한 파란색), 분홍색의 p12 소단위 및 연한 파란색의 p17 소단위

## 활성화
캐스페이스 3는 외인성 (죽음 리간드) 및 내인성 (미토콘드리아) 경로에 의해 세포자살에서 활성화된다. 캐스페이스 3의 지모겐 기능은 조절되지 않으면 캐스페이스 활성이 무차별적으로 세포를 죽일 것이기 때문에 반드시 필요하다. 실행자 캐스페이스로서 캐스페이스 3 지모겐은 세포사멸 신호 이벤트가 발생한 후 개시자 캐스페이스에 의해 절단될 때까지 사실상 활동이 없다. 이러한 신호 이벤트 중 하나는 개시자 캐스페이스를 활성화할 수 있는 그랜자임 B를 세포 살해 T세포에 의한 세포사멸을 목표로 하는 세포로 도입하는 것이다. 이 외인성 활성화는 캐스페이스 3가 지배적인 역할을 하는 세포사멸 경로의 특징인 캐스페이스 신호 전달(caspase cascade)을 유발한다. 내인성 경로에서 미토콘드리아의 사이토크롬 c는 캐스페이스 9, 세포사멸 활성화 인자 1 (apoptosis-activating factor 1, APAF1) 및 ATP와 함께 작용하여 프로캐스페이스 3를 처리한다. 이들 분자는 시험관 내에서 캐스페이스 3를 활성화하기에 충분하지만, 다른 조절 단백질은 생체 내에서 필요하다.

## 억제
캐스페이스 억제의 한 가지 수단은 c-IAP1, c-IAP2, XIAP, ML-IAP를 포함하는 세포사멸 억제제 (Inhibitor of apoptosis, IAP) 단백질 패밀리를 이용하는 것이다. XIAP는 실행자 캐스페이스 3의 활성화에 직접 관여하는 개시자 캐스페이스 9에 결합하고 억제한다. 그러나 캐스페이스 신호 전달동안 캐스페이스 3는 특정 부위에서 캐스페이스 9를 절단하여 XIAP 활성을 억제하여 XIAP가 결합하여 캐스페이스 9 활성을 억제하는 것을 방지한다.

## 상호작용
캐스페이스 3은 다음과 상호작용하는 것으로 나타났다.
- CASP8
- NMT2
- CFLAR
- DCC
- GroEL
- HCLS1
- 서바이빈
- TRAF3
- XIAP
- NFE2L2

## 생물학적 기능
캐스페이스 3은 염색질 응축 및 DNA 단편화를 담당하는 세포사멸에서의 전형적인 역할뿐만 아니라 정상적인 뇌 발달에 필요한 것으로 밝혀졌다. 혈류에서 캐스페이스 3, p17 조각의 수치 상승은 심근 경색의 징후로 밝혀졌다. 또한 캐스페이스 3가 배아 및 조혈 줄기세포 분화에서 역할을 할 수 있다는 것이 밝혀지고 있다.

## 같이 보기
- PMAP
- 캐스페이스
- PAC-1